# Neunburg vorm Wald
Neunburg vorm Wald là một đô thị ở huyện Schwandorf, bang Bayern, Đức. Đô thị này tọa lạc 21 km về phía đông của Schwandorf on the river Schwarzach, a tributary of Naab.